# Charles Mangin

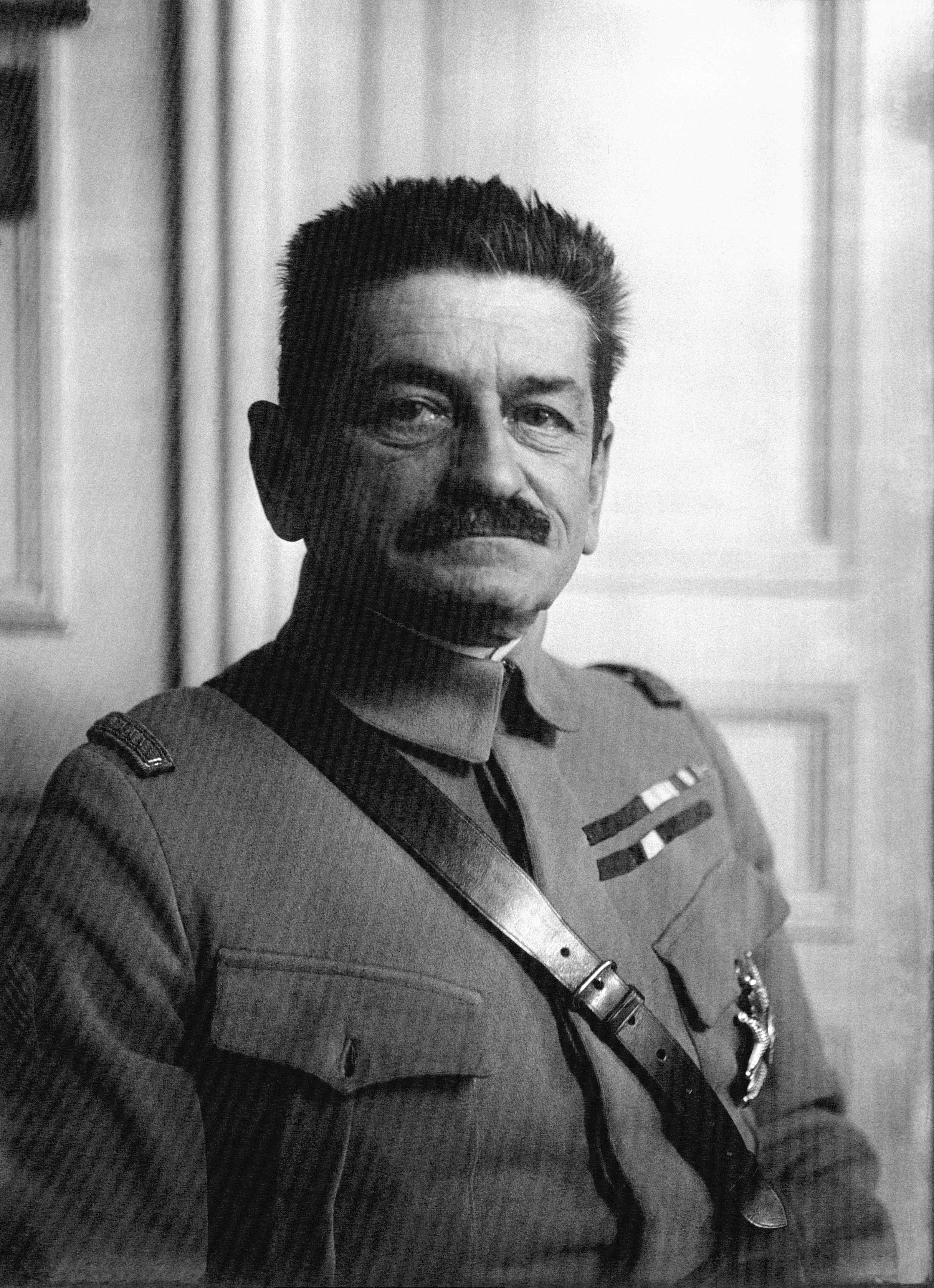
Charles Mangin

Charles Emmanuel Marie Mangin (6 de julho de 1866 - 12 de maio de 1925) foi um general francês durante a Primeira Guerra Mundial.

## Primeira Guerra Mundial
Durante a Primeira Guerra Mundial, Mangin passou do comando divisional ao do Décimo Exército para a Segunda Batalha do Marne, comandando tropas francesas e americanas. Apelidado de "o Açougueiro" por sua adoção de la guerre à outrance (guerra total) e sua fé na adequação de Tirailleur do norte da África para o ataque, não havia dúvida no exército francês de que Mangin era destemido. Ao contrário de muitos generais franceses que não visitaram a frente, Mangin foi baleado no peito enquanto exortava seus homens a novos ataques durante a Segunda Batalha de Champagne, embora tenha retornado ao serviço dez dias depois. Durante essa guerra, Mangin teve vitórias notáveis na Batalha de Charleroi em 1914 e depois na Batalha de Verdun em 1916, mas sua reputação sofreu após a desastrosa Ofensiva de Nivelle (16 de abril - 9 de maio de 1917). Isso se deveu em parte ao fato de Mangin ser um dos poucos oficiais franceses de alto escalão que apoiaram a estratégia de Nivelle.
O Sexto Exército de Mangin suportou o peso do ataque principal durante a Segunda Batalha do Aisne, o principal componente do dispendioso ataque de Robert Nivelle. Depois que a operação fracassada foi abandonada, Mangin e Nivelle foram demitidos. Depois que Ferdinand Foch foi promovido a Comandante Supremo Aliado (sobre Philippe Pétain), Mangin foi chamado de volta por ordem do primeiro-ministro Clemenceau e recebeu o comando inicialmente do 11º Corpo do Exército e depois do Décimo Exército Francês na Frente Ocidental.
O Décimo Exército de Mangin foi responsável pelo crucial contra-ataque aliado na Segunda Batalha do Marne. Foi isso que fez muito para melhorar sua reputação militar. Ele também ficou conhecido pela observação: "Quoi qu'on fasse, on perd beaucoup de monde" ("Faça o que fizer, você perde muitos homens"). Nos meses finais da guerra, ele serviu como parte do Grupo de Exércitos Leste do General Castelnau (Noël Édouard), avançando em direção a Metz.
O recrutamento em massa de tropas africanas no exército francês foi o resultado principalmente da defesa persistente de Mangin da ideia, que teve muitos oponentes. Sua concepção de uma “plus grande France”, baseada na autonomia política e na obrigação militar para todas as partes do Império Francês, é apresentada nos capítulos finais de seu livro Comment finit la Guerre.

## Publicações
- La force noire, Hachette, Paris, 1910 (neste livro Mangin defendia o uso rápido e massivo das tropas coloniais, sua chamada "Força Negra", no caso de uma guerra na Europa)
- La Mission des troupes noires. Compte-rendu fait devant le comité de l'Afrique française, Comité de l'Afrique française, 1911, 44 p.
- Comment finit la guerre, Plon-Nourrit, Paris, 1920, 330 p.
- Des Hommes et des faits. I. Hoche. Marceau. Napoléon. Gallieni. La Marne. Laon. La Victoire. Le Chef. La Discipline. Le Problème des races. Paul Adam : A la jeunesse. Réponse à M. P. Painlevé, Plon-Nourrit, 1923, 275 p.
- Autour du continent latin avec le "Jules-Michelet", J. Dumoulin, Paris, 1923, 381 p.
- Regards sur la France d'Afrique, Plon-Nourrit, Paris, 1924, 315 p.
- Lettres du Soudan, Les Éditions des portiques, Paris, 1930, 253 p.
- Un Régiment lorrain. Le 7-9. Verdun. La Somme, Floch, Mayenne; Payot, Paris, 1935, 254 p.
- Souvenirs d'Afrique : Lettres et carnets de route, Denoël et Steele, Paris, 1936, 267 p.
- Les Chasseurs dans la bataille de France. 47e division (juillet-novembre 1918), Floch, Mayenne; Payot, Paris, 1935, 212 p.
- Histoire de la nation française (publ. sous la direction de Gabriel Hanotaux), 8, Histoire militaire et navale, 2e partie, De la Constituante au Directoire, Plon, Paris, 1937
- Lettres de guerre : [à sa femme] 1914-1918, Fayard, 1950, 323 p.